# Mesembryanthemum nodiflorum
Mesembryanthemum nodiflorum là một loài thực vật có hoa trong họ Phiên hạnh. Loài này được L. mô tả khoa học đầu tiên năm 1753.